# Сіренко Ігор Михайлович
Ігор Михайлович Сіренко (8 грудня 1940, Маріуполь, Сталінська область — 25 червня 2021, Москва) — російський театральний режисер і актор; заслужений артист РРФСР (1979), заслужений діяч мистецтв Росії (2004). Засновник та художній керівник Московського драматичного театру «Причетність» (1990—2021).

## Біографія
Народився у Маріуполі 8 грудня 1940 року .
У 1957 році вступив до Московського циркового училища (курс народного артиста РРФСР М.А. Містечкіна , педагог - С. А. Каштелян), яке закінчив із відзнакою.
Незабаром без складання іспитів із загальноосвітніх предметів та без проходження відбіркових турів він був зарахований ректором Театрального училища ім. Б. Ст. Щукіна, народним артистом СРСР Б. Є. Заховай - на курс педагогів В. До. Львовою та Л.Л. М. Шихматова.
1965 року Сіренко отримав запрошення від художнього керівника театру ім. Ст. Маяковського, народного артиста СРСР М. П. Охлопкова , на сцені якого дебютував у ролі Креонта у спектаклі «Цар Едіп» Софокла.
У період із 1979 по 1983 роки І. М. Сіренко – директор Московського драматичного театру ім. А. З. Пушкіна.
1983 року, за напрямом Комітету культури м. Москви, Сіренко був зарахований на Вищі режисерські курси при ГІТІСі (нині РІТІ) ім. А. В. Луначарського на відділення народного артиста СРСР Є. Р. Симонова, по закінченні навчання на яких у 1984 році Комітетом з культури Москви було направлено до Московського драматичного театру ім. н. Ст. Гоголя, де обійняв посаду чергового режисера та незабаром був обраний колективом на посаду директора.
У 1990 році за підтримки Комітету з культури Москви було створено Московський драматичний театр «Сопричетність», художнім керівником якого став І.І. М. Сіренко.
Помер у Москві 25 червня 2021 року на 81-му році життя. Похований 27 червня на Ваганьківському цвинтарі .

### Особисте життя
Дружина - народна артистка РРФСР Світлана Мізері (1933-2021).

## Нагороди та звання
- Орден «Знак Пошани» ( 1976 ).
- Медаль ордену «За заслуги перед Батьківщиною» ІІ ступеня ( 3 листопада 2012 року ) — за заслуги у розвитку вітчизняної культури та мистецтва, багаторічну плідну діяльність [3] .
- Медаль «На згадку про 850-річчя Москви» .
- Заслужений артист РРФСР ( 28 травня 1979 року ) - за заслуги в галузі радянського театрального мистецтва [4] .
- Заслужений діяч мистецтв Російської Федерації ( 10 березня 2004 ) - за заслуги в галузі мистецтва [5] .
- Почесна грамота Уряду Москви ( 22 січня 2001 ) - за великі творчі досягнення в розвитку театрального мистецтва і у зв'язку з 60-річчям від дня народження [6] .
- У 1975 та 1976 роках творчі успіхи артиста були відзначені дипломами 1-го ступеня фестивалю «Театральна весна».
- Нагороджений знаком-медаллю «Честь і Користь» від Благодійного фонду «Меценати сторіччя» та Почесною грамотою Міжнародної федерації духовної єдності російських міст та Академії духовної єдності народів світу.
- У 2009 році колектив Московського драматичного театру "Причетність" під керівництвом І. М. Сіренко був нагороджений медаллю "За бездоганний імідж" за результатами V Міжнародного конкурсу "Імідж-директорія 2009".

## Творчість

### Постановки
- «Криваве весілля» за п'єсою Ф. р. Лорки (переклад А. Гелескула та Н. Малиновській спеціально для Московського драматичного театру «Причетність»; Премія Уряди Москви в галузі літератури та мистецтва виконавиці ролі Матері - народної артистки РРФСР, лауреата Державних премій СРСР та РРФСР С. Мізери);
- "Без сонця" за п'єсою М. Горького;
- «Королева-мати» за п'єсою Манліо Сантанеллі (2008, Диплом та «Бронзовий витязь» фестивалю «Золотий витязь»; 2011 – спектакль став учасником Міжнародного театрального фестивалю в Неаполі (Італія);
- «Той, хто отримує ляпаси» за п'єсою Л. Андрєєва;
- «Вишневий сад» за п'єсою А. П. Чехова (2004, Диплом І ступеня Міжнародного театрального фестивалю у Мелеховому);
- «Фома Фомич творить загальне щастя…» за повісті Ф. М. Достоєвського; інсценування А. Кеслера (2012, Приз глядацьких симпатій XVI Міжнародного театрального фестивалю камерних вистав за творами Ф. М. Достоєвського);
- «Таланти та шанувальники» за п'єсою А. н. Островського; «Мовчання – золото» за п'єсою П. Кальдерона (переклад Н.А. Ванханен спеціально для Московського драматичного театру "Причетність"; перша постановка на московській сцені);
- «Білі троянди, рожеві слони» за п'єсою Г. Вільямса;
- «Отруєна туніка» за п'єсою М. Гумільова (перша постановка на московській сцені);
- «Лис і виноград» за п'єсою Г. Фігейред;
- "Кохання - книга золота" за п'єсою А. Толстого;
- «Месьє Амількар» за п'єсою І. Жаміаку;
- «Король Лір» за п'єсою У. Шекспіра.

### Ролі
- Лука - "Без сонця" за п'єсою М. Горького;
- Фірс - "Вишневий сад" за п'єсою А. П. Чехова;
- Фома Опіскін - «Фома Фоміч творить загальне щастя ...» за повісті Ф. М. Достоєвського (інсценування А.А. Кеслер);
- Князь Дулєбов - «Таланти та шанувальники» за п'єсою А. н. Островського;
- Король Лір - "Король Лір" за п'єсою У. Шекспіра.